# Euphorbia zonosperma
Euphorbia zonosperma är en törelväxtart som beskrevs av Johannes Müller Argoviensis. Euphorbia zonosperma ingår i släktet törlar, och familjen törelväxter. Inga underarter finns listade i Catalogue of Life.